# Лерой (Алабама)
Лерой (англ. Leroy) — переписна місцевість (CDP) в США, в окрузі Вашингтон штату Алабама. Населення — 766 осіб (2020).

## Географія
Лерой розташований за координатами 31°29′42″ пн. ш. 87°58′22″ зх. д. / 31.49500° пн. ш. 87.97278° зх. д. (31.494937, -87.972782).  За даними Бюро перепису населення США в 2010 році переписна місцевість мала площу 31,04 км², з яких 30,85 км² — суходіл та 0,19 км² — водойми.

## Демографія
Згідно з переписом 2010 року, у переписній місцевості мешкало 911 особа в 353 домогосподарствах у складі 270 родин. Густота населення становила 29 осіб/км².  Було 396 помешкань (13/км²).
Расовий склад населення:
| - 78,6 % — білих - 20,1 % — чорних або афроамериканців - 0,2 % — корінних американців |

До двох чи більше рас належало 0,8 %. Частка іспаномовних становила 0,2 % від усіх жителів.
За віковим діапазоном населення розподілялося таким чином: 24,6 % — особи молодші 18 років, 60,8 % — особи у віці 18—64 років, 14,6 % — особи у віці 65 років та старші. Медіана віку мешканця становила 40,6 року. На 100 осіб жіночої статі у переписній місцевості припадало 95,1 чоловіків;  на 100 жінок у віці від 18 років та старших — 95,7 чоловіків також старших 18 років.
Середній дохід на одне домашнє господарство  становив 61 107 доларів США (медіана — 47 365), а середній дохід на одну сім'ю — 68 515 доларів (медіана — 68 036). За межею бідності перебувало 6,7 % осіб, у тому числі 0,0 % дітей у віці до 18 років та 19,0 % осіб у віці 65 років та старших.
Цивільне працевлаштоване населення становило 365 осіб. Основні галузі зайнятості: виробництво — 33,7 %, освіта, охорона здоров'я та соціальна допомога — 13,7 %, транспорт — 13,2 %.